# Референдум о восстановлении монархии в Албании (1997)
Референдум о восстановлении монархии в Албании прошёл 29 июня 1997 года одновременно с парламентскими выборами. Предложение о восстановлении в стране монархии было отклонено 66,7 % избирателей. Однако, глава королевского дома Зогу Лека, провозглашённый монархистами королём в изгнании, заявил, что 65,7 % проголосовали за.

## Предыстория
12 мая 1997 года президент Сали Бериша предложил провести референдум о форме правления (республика или конституционная монархия). На следующий день парламент поддержал его предложение 61 голосом против 5 при 5 воздержавшихся. Согласно Указу Президента № 1798 от 21 мая 1997 года, голосование проходило одновременно с парламентскими выборами. ОБСЕ не следила за референдумом, в отличие от выборов.

## Результаты
Центральная избирательная комиссия опубликовала результаты голосования 13 июля 1997 года.
| Выбор                      | Голоса    | %     |
| -------------------------- | --------- | ----- |
| За                         | 450 478   | 33,26 |
| Против                     | 904 359   | 66,74 |
| Недействительные голоса    | 68 372    | -     |
| Всего                      | 1 423 209 | 100   |
| Зарегистрировано/явка      | 1 986 550 | 71,64 |
| Источник: Direct Democracy |           |       |

## Последствия
Дом Зогу так и не принял официальные результаты референдума. После пересчёта было объявлено, что реставрация отклонена примерно двумя третями проголосовавших. Бывший наследный принц Лека вернулся в страну, где в присутствии 2000 сторонников публично поставил под сомнение результаты голосования, спровоцировав массовые беспорядки. В результате столкновений с полицией один человек был убит и несколько получили ранения. Сам Лека бежал из Албании и был заочно приговорён судом к трём годам лишения свободы.
30 ноября 2011 года бывший наследный принц умер, и его сын (Лека II) сменил его в качестве претендента на несуществующий престол. В том же месяце премьер-министр Сали Бериша поставил под сомнение факт манипулирования голосами на референдуме, заявив, что «референдум проводился в условиях вспышки коммунистического восстания и не может считаться закрытым вопросом».